# Hauptstraße 72 (Korschenbroich)

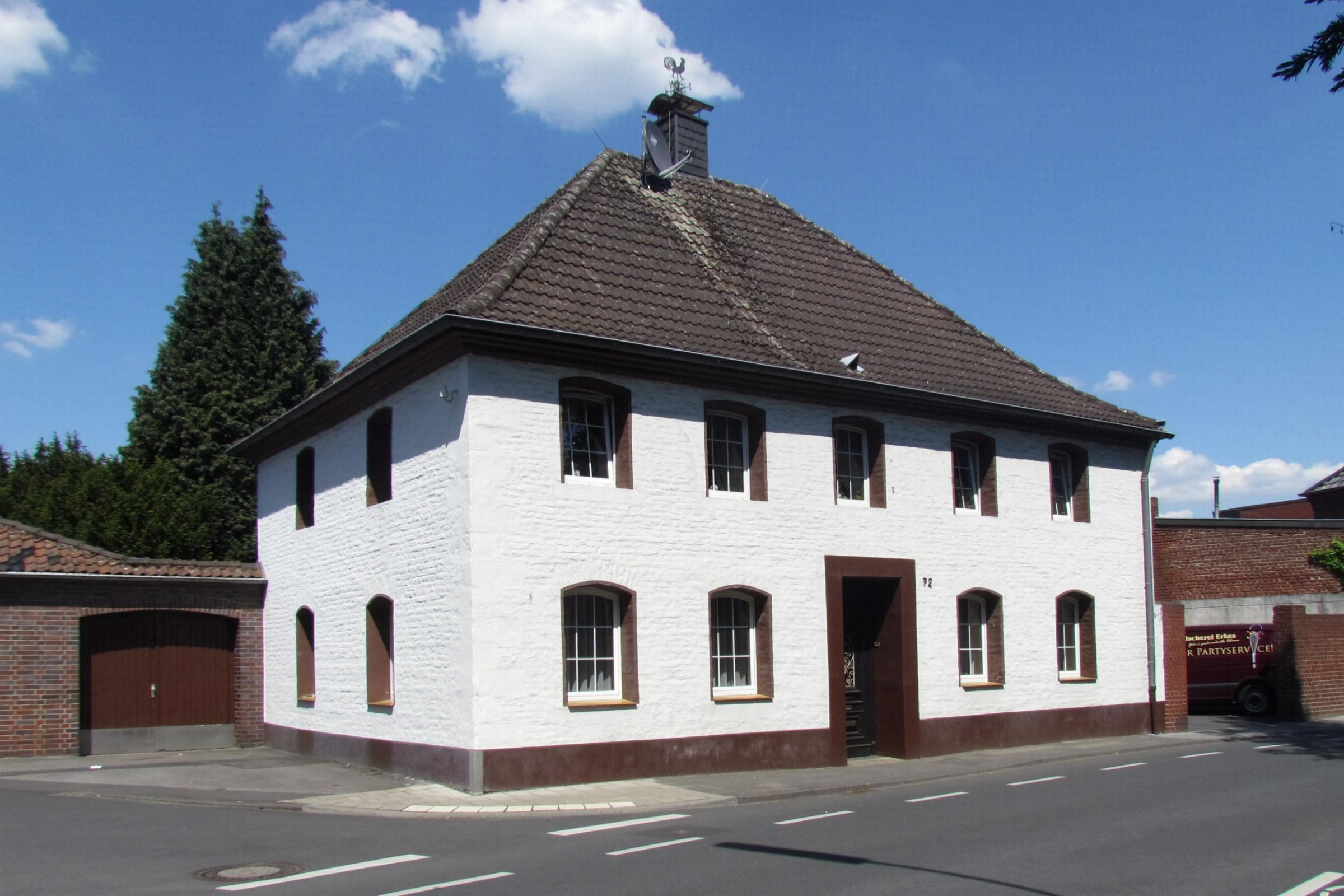
Ehemalige Hofanlage

Die ehemalige Hofanlage Hauptstraße 72 steht im Stadtteil Glehn in Korschenbroich im Rhein-Kreis Neuss in Nordrhein-Westfalen.
Das Gebäude wurde Anfang des 19. Jahrhunderts erbaut und unter Nr. 056 am 12. September 1985 in die Liste der Baudenkmäler in Korschenbroich eingetragen.

## Architektur
Es handelt sich um eine ehemalige dreiflügelige Hofanlage. Das verputzte Wohnhaus ist zweigeschossig in 5:2 Achsen. Auf dem Haus befindet sich ein Walmdach. Die ehemaligen Scheunentrakte wurden modernisiert.